# ГЕС Ойодогава II
ГЕС Ойодогава II (大淀川第二発電所) – гідроелектростанція в Японії на острові Кюсю. Знаходячись після ГЕС Ойодогава I, становить нижній ступінь каскаду на річці Ойодо, яка на східному узбережжі острова у місті Міядзакі впадає до Тихого океану. 

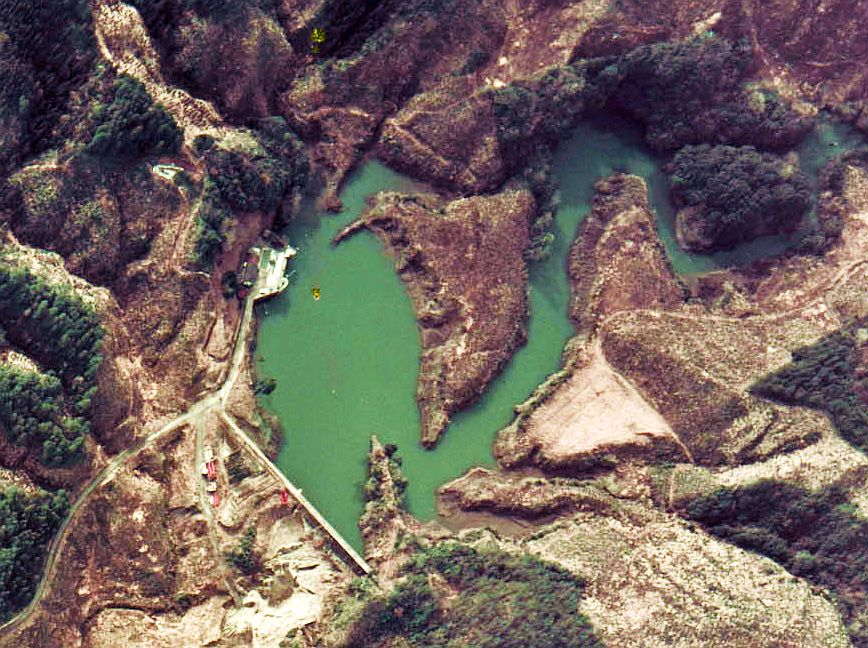
Верхній балансувальний резервуар станції, осушений для проведення ревізії

В межах проекту річку перекрили бетонною гравітаційною греблею Такаока (高岡ダム) висотою 39 метрів та довжиною 124 метра, яка потребувала 70 тис м3 матеріалу. Вона утримує водосховище з площею поверхні 0,96 км2 та об’ємом 12,5 млн м3 (корисний об’єм 3,7 млн м3). 
Від сховища по лівобережжю проклали дериваційний тунель довжиною дещо більше за 3 км, який завершується у верхньому балансувальному резервуарі. Останній створили на струмку, що впадає праворуч до річки Uranomyo лише за 0,75 км від приєднання останньої ліворуч до Ойодо. Для цього звели   бетонну гравітаційну греблю висотою 22 метра та довжиною 149 метрів, яка потребувала 18 тис м3 матеріалу та утримує сховище з площею поверхні 0,04 км2 і об’ємом 242 тис м3. 
Від балансувального резервуару через тунель довжиною 0,7 км та три напірні водоводи ресурс подавався до машинного залу, обладнаного на початку 1930-х трьома турбінами типу Френсіс потужністю по 11,9 МВт. У 1985-му проклали другий тунель та спорудили ще один зал, де встановили одну турбіну типу Каплан потужністю 39,7 МВт (загальна потужність станції наразі рахується як 71,3 МВт).
Гідроагрегати станції використовують напір у 56 метрів.
Видача продукції відбувається по ЛЕП, розрахованій на роботу під напругою 110 кВ.